# Alexander Burgstaller (Fußballspieler)
Alexander Burgstaller (* 12. Juli 1999 in Braunau am Inn) ist ein österreichischer Fußballspieler.

## Karriere

### Verein
Burgstaller begann seine Karriere beim ATSV Mattighofen. 2006 wechselte er zum SV Schalchen. 2007 kam er in die Jugend des FC Red Bull Salzburg, bei dem er später auch in der Akademie spielte. Mit der U-19-Mannschaft der Salzburger gewann er in der Saison 2016/17 die UEFA Youth League. Burgstaller kam zwei in Spielen – gegen den FK Qairat Almaty und den FC Barcelona – zum Einsatz.
Zur Saison 2017/18 wechselte er zu den LASK Juniors OÖ. Im Juli 2017 debütierte er in der Regionalliga, als er am ersten Spieltag jener Saison gegen den TuS Bad Gleichenberg in der Startelf stand und in der 82. Minute durch Denny Schmid ersetzt wurde.
Im November 2017 stand er gegen den SCR Altach erstmals im Profikader des LASK. Im Mai 2018 erzielte er seinen ersten Treffer in der Regionalliga bei einer 2:1-Niederlage gegen den SC Kalsdorf. Zu Saisonende stieg er mit den Juniors in die 2. Liga auf. In der Aufstiegssaison kam er zu 27 Einsätzen in der Regionalliga und erzielte dabei einen Treffer.
Sein Debüt in der zweithöchsten Spielklasse gab er im Juli 2018, als er am ersten Spieltag der Saison 2018/19 gegen die Zweitmannschaft des FC Wacker Innsbruck in der Startelf stand. Nach der Saison 2018/19 verließ er die Juniors. Nach einem halben Jahr ohne Verein wechselte er im Jänner 2020 zu den drittklassigen Amateuren des SK Rapid Wien. Ohne Einsatz für Rapid II wechselte er zur Saison 2020/21 zum Bundesligisten TSV Hartberg, bei dem er einen bis Juni 2022 laufenden Vertrag erhielt. In Hartberg spielte er jedoch keine Rolle und stand nie im Spieltagskader.
Daher wechselte er im Februar 2021 zur drittklassigen Zweitmannschaft des FC Wacker Innsbruck. Im Juli 2021 spielte er im ÖFB-Cup erstmals für die Profis der Tiroler. Dies blieb sein einziger Einsatz für die Profis, für die Amateure absolvierte er insgesamt elf Partien in der Tiroler Regionalliga. Im Jänner 2022 wechselte er zurück in seine Heimat Oberösterreich zum viertklassigen SV Friedburg.

### Nationalmannschaft
Burgstaller spielte im April 2014 erstmals für eine österreichische Auswahl. Im August 2015 debütierte er gegen Russland für die österreichische U-17-Auswahl. Mit dieser nahm er 2016 auch an der Europameisterschaft teil, bei der man im Viertelfinale an Portugal scheiterte. Burgstaller kam während des Turniers in drei von vier Spielen der Österreicher zum Einsatz.
Im September 2016 spielte er gegen Belgien erstmals für die U-18-Auswahl. Im August 2017 kam er gegen Norwegen zu seinem ersten Einsatz für die U-19-Mannschaft. Im März 2019 spielte er gegen Norwegen erstmals für die U-20-Auswahl.

## Erfolge
- UEFA Youth League: 2017